# 萬福寺樗蒲記
《萬福寺樗蒲記》（：／）是朝鮮王朝小說家金時習漢文傳奇小說集《金鰲新話》中的第一篇。小說講述南原梁生偶遇一少女何氏，與之相交甚歡。後何氏在壬辰之亂中死去，梁生與其亡魂隔空傳語。